# Christian Tissier

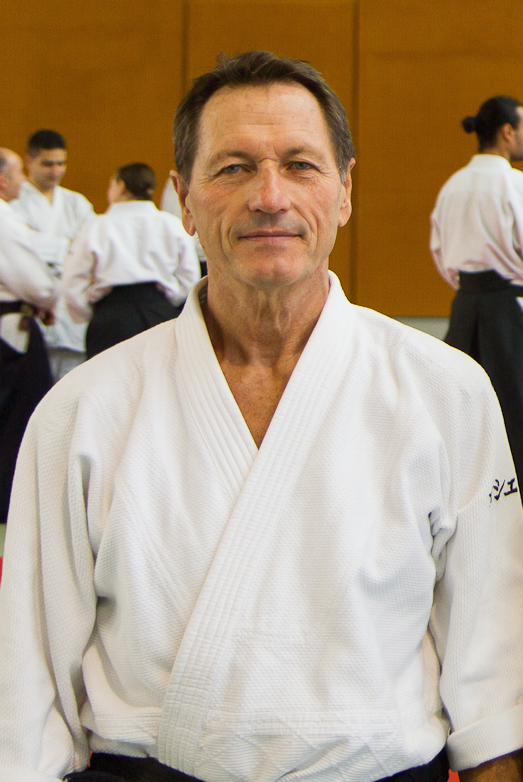
Christian Tissier in 2013

Christian Tissier (Parijs, 7 februari 1951), is een Aikido-leraar in Europa en houdt op dit moment (2019) de 8e dan Aikikai Aikido. Hij heeft zijn leven gewijd aan Aikido en geeft veel internationale seminars om Aikido verder bekend te maken en technisch verder te ontwikkelen.
Christian Tissier begon zijn Aikido-training als kind in Jean-Claude Tavernier's Dojo in Parijs, die de stijl van Hiroo Mochizuki volgde. Al snel ging hij lessen volgen bij Mutsuro Nakazono en hij werd door hem gepromoot tot 2e dan Aikikai voordat hij naar Tokio vertrok in 1969. Hij kwam als 18-jarige aan bij de "Aikikai Hombu Dojo" en trainde daar 7 jaar. De leraren in de Hombu Dojo die hem het meest hebben geïnspireerd zijn Seigo Yamaguchi, Kisaburo Osawa en de tweede Doshu: Kisshomaru Ueshiba. Tijdens zijn verblijf in Tokio trainde Christian ook Kenjutsu bij Minoru Inaba in de Shiseikan en kickboksen in Tokio. Hij werkte ook als een model en gaf Franse les op een school en ook in het Institut Franco-japonais de Tokyo. Na zijn terugkeer uit Japan heeft hij in 1976 de 'Cercle Tissier' opgezet in Vincennes.
Hij ontving zijn 8e dan in 2016 als eerste niet-Japanner en was ook een van de eerste westerlingen die de titel Shihan kreeg van de Aikikai-organisatie.